# شجاع کلمه‌ایست برای کری
شجاع کلمه ایست برای کری (به انگلیسی: Valiant Is the Word for Carrie) فیلمی در ژانر درام به کارگردانی وسلی راگلز است که در سال ۱۹۳۶ منتشر شد. گلادیس جرج به خاطر ایفای نقش در این فیلم نامزد دریافت جایزه اسکار بهترین بازیگر نقش اول زن شد.

## بازیگران
- گلادیس جرج در نقش کری ساندر
- جان هاوارد در نقش پل دارنلی
- دادلی دیگز در نقش دنیس رینگروز
- هری کری در نقش فیل یون
- ایسابل جول در نقش الی ایپر ، خواهر فرانز ایپر
- جرج «گبی» هیز در نقش مرد ریشو، جورج اف. هیز
- هتی مک‌دنیل در نقش الن بل
- آرلین جاج